# Petuguran (Punggelan)
Petuguran is een bestuurslaag in het regentschap Banjarnegara van de provincie Midden-Java, Indonesië. Petuguran telt 5547 inwoners (volkstelling 2010).